# Нуцлео Индустријале ди Бацано (Л'Аквила)
Нуцлео Индустријале ди Бацано (итал. Nucleo Industriale di Bazzano) је насеље у Италији у округу Л'Аквила, региону Абруцо.
Према процени из 2011. у насељу је живело 2619 становника. Насеље се налази на надморској висини од 594 м.